# Pilonema
Pilonema är ett släkte av lavar. Pilonema ingår i familjen Massalongiaceae, ordningen Peltigerales, klassen Lecanoromycetes, divisionen sporsäcksvampar och riket svampar.
|          | Massalongia                            |
|          |                                        |
|          | Leptochidium                           |
|          |                                        |
|          | Polychidium                            |
|          |                                        |
| Pilonema | \| \| Pilonema heteromalla \| \| \| \| |
|          | \| \| Pilonema heteromalla \| \| \| \| |
|          | Pilonema heteromalla                   |
|          |                                        |

|  | Pilonema heteromalla |
|  |                      |